# Ein Colt für hundert Särge
Ein Colt für hundert Särge (Originaltitel: Una pistola per cento bare) ist ein Italowestern aus der Blütezeit des Genres, 1968. Umberto Lenzi inszenierte die italienisch-spanische Koproduktion, die am 23. November 1989 im Privatfernsehen erstmals in deutscher Sprache gezeigt wurde.

## Handlung
Jim Slade ist Soldat, aber auch Zeuge Jehovas und weigert sich deshalb, Waffen zu benutzen. Er wird daraufhin zu zwei Jahren Zwangsarbeit verurteilt. Als er nach seiner Begnadigung und unehrenhaften Entlassung in seine Heimatstadt Tucson zurückkehrt, findet er seine Eltern ermordet vor. Von seinem Freund Cassidy erfährt er die Identität der vier daran schuldigen Banditen: Jeff Logan, die Brüder Butcher und der Texaner Corbett. Schnell erlernt Jim den Gebrauch von Waffen und begibt sich auf die Jagd nach den Verbrechern. Von Corbett erfährt er, dass Slade nach Gulberstone gezogen ist, wo er mit dem Laienprediger Douglas zusammenarbeitet.
Corbett selbst bereitet einen Überfall auf die Bank der Stadt, die Monatsgelder erwartet, vor, und hat deswegen alle Ausfallwege besetzt; Slade kann trotzdem aus dem Ort gelangen und den Kampf gegen die Banditen organisieren, während dessen in einem nahegelegenen Irrenhaus durch eine Feuerkatastrophe einige Insassen ausbrechen können und nun weiteres Unheil über die Stadt bringen. Der Texaner, der als einziger der Bande zunächst überlebt, verrät Slade, dass der bislang unverdächtige Douglas der Geldgeber hinter den Gangstern ist. Jim kann den falschen Priester auf einem Friedhof stellen, wo sich auch einer der Irren verschanzt hat, und ihn in einem Duell besiegen.

## Kritik
Ein „unglaubwürdiger, gewalttätiger Italo-Western nach Schema F“ sei der Film, so das Lexikon des internationalen Films. „Das ist ein recht konventioneller Western“, fand auch der Kritiker im Il Resto del Carlino und fügte hinzu: „Lenzi hat das aber forsch inszeniert.“ Christian Keßler merkt ebenfalls einschränkend an: „Dass Lenzi kein besonderes Gespür für Western gehabt hat, merkt man an der Beliebigkeit der Charakterisierungen, die die Figuren nicht nur zweidimensional, sondern höchst unglaubhaft erscheinen lässt.“

## Bemerkungen
Das Einspielergebnis blieb mit in Italien 90 Millionen Lire deutlich unter den damals üblichen Summen solcher Spaghettiwestern.

## Synchronisation
Peter Lee Lawrence wird von Hans-Georg Panczak gesprochen.